# Saint-Florent-des-Bois
Saint-Florent-des-Bois ist eine ehemalige französische Gemeinde mit 2.906 Einwohnern (Stand: 1. Januar 2022) im Département Vendée in der Region Pays de la Loire. Sie gehörte zum Arrondissement La Roche-sur-Yon und zum Kanton La Roche-sur-Yon-2 (bis 2015: Kanton La Roche-sur-Yon-Sud). Die Einwohner werden Saint-Florentais genannt. 
Saint-Florent-des-Bois wurde mit Wirkung vom 1. Januar 2016 mit Chaillé-sous-les-Ormeaux zur Commune nouvelle Rives de l’Yon zusammengelegt.

## Geographie
Saint-Florent-des-Bois liegt elf Kilometer südöstlich von La Roche-sur-Yon. Der Fluss Yon bildet die westliche, der Marillet die östliche Gemeindegrenze. Umgeben wird Saint-Florent-des-Bois von den Nachbarorten La Roche-sur-Yon im Norden und Nordwesten, La Chaize-le-Vicomte im Nordosten, Thorigny im Osten, Château-Guibert im Süden und Südosten, Le Tablier im Süden und Südwesten, Chaillé-sous-les-Ormeaux im Südwesten sowie Nesmy im Westen.

## Bevölkerungsentwicklung
| Jahr                      | 1962  | 1968  | 1975  | 1982  | 1990  | 1999  | 2006  | 2012  |
| Einwohner                 | 1.533 | 1.536 | 1.618 | 1.902 | 2.230 | 2.364 | 2.550 | 2.660 |
| Quelle: Cassini und INSEE |       |       |       |       |       |       |       |       |

## Sehenswürdigkeiten

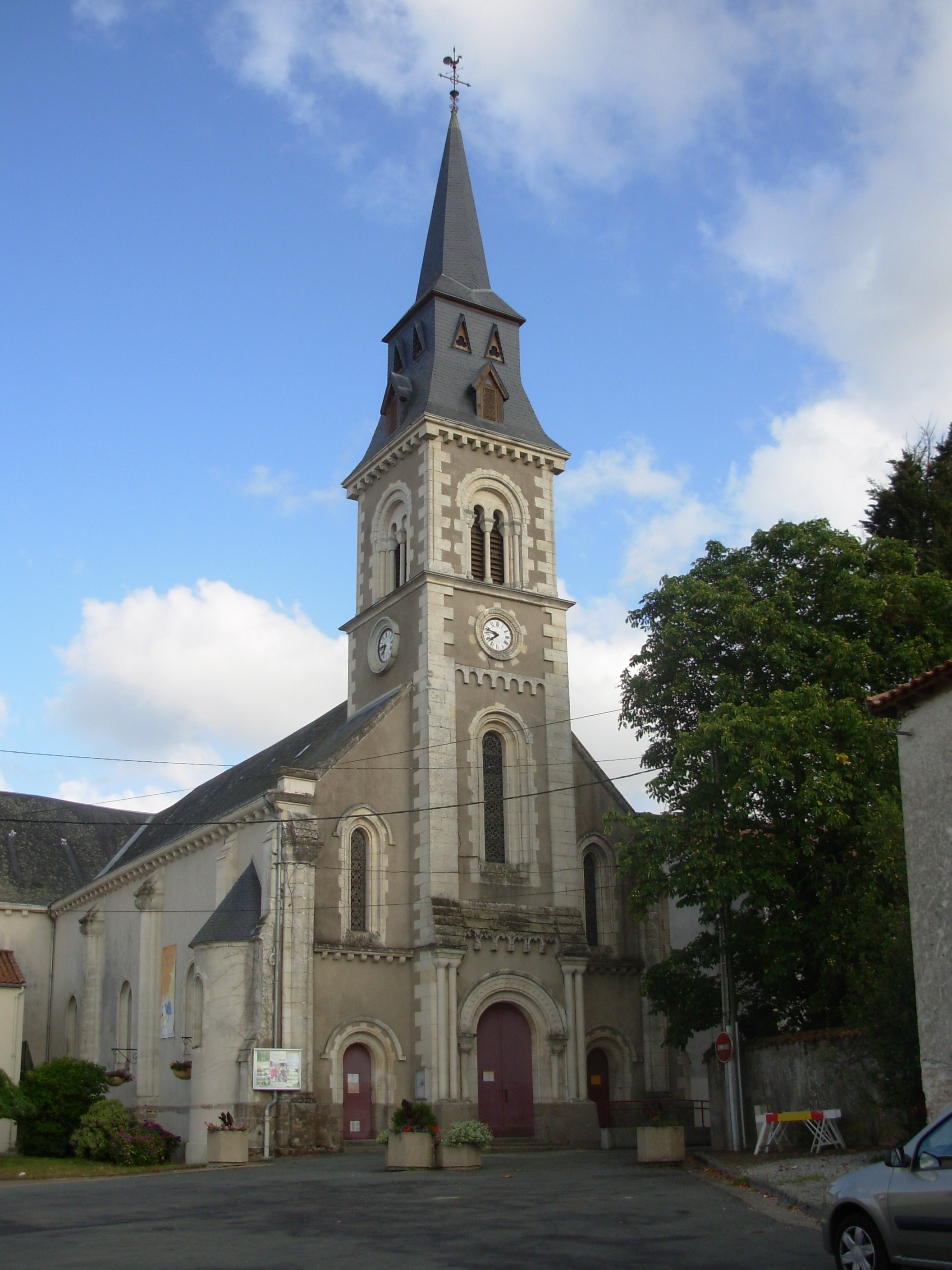
Kirche Saint-Florent

- Kirche Saint-Florent

## Gemeindepartnerschaften
Partnerschaften pflegt Saint-Florent-des-Bois mit den Gemeinden
- Röthenbach im Allgäu, Bayern, Deutschland, seit 1989
- Silkstone in South Yorkshire, England, Vereinigtes Königreich, seit 1991
- Crasna im Judeţ Gorj, Walachei, Rumänien, seit 2008